# Вальдбург, Георг фон
Георг фон Вальдбург (нем. Georg von Waldburg; 25 января 1488 — 29 мая 1531) — германский аристократ, трухзес (сенешаль) Священной Римской империи с 1525 года. Известен в первую очередь своей ролью в разгроме повстанцев во время Крестьянской войны (1525).

## Биография
Георг фон Вальдбург принадлежал к старинному южногерманскому роду, представители которого с XIII века были имперскими графами и занимали пост трухзеса. Он родился в 1488 году в семье Иоганна II фон Вальдбург-Вольфегга и Елены Гогенцоллерн. В 1508 году Георг служил Ульриху Вюртембергскому и участвовал в подавлении восстания «Бедного Конрада», в 1516 году в составе баварских войск сражался с французами в Северной Италии. В 1517 году Вальдбург сопровождал баварского герцога Вильгельма IV в Нидерланды.